# Саці
Саці (пол. Soce) — село в Польщі, у гміні Нарва Гайнівського повіту Підляського воєводства. Населення — 99 осіб (2011).

## Історія
у 1576 році село обіймало 46 волок землі. 1858 року в Сацях заснована церковно-парафіяльна школа.
У 1975—1998 роках село належало до Білостоцького воєводства.

## Демографія
Демографічна структура станом на 31 березня 2011 року:
|          | Загалом | Допрацездатний вік | Працездатний вік | Постпрацездатний вік |
| -------- | ------- | ------------------ | ---------------- | -------------------- |
| Чоловіки | 49      | 2                  | 27               | 20                   |
| Жінки    | 50      | 4                  | 13               | 33                   |
| Разом    | 99      | 6                  | 40               | 53                   |